# Андоленко, Карина Вячеславовна
Кари́на Вячесла́вовна Андо́ленко (род. 20 сентября 1987, Харьков, Украинская ССР) — российская актриса театра, кино и телевидения, телеведущая.

## Биография
Родилась 20 сентября 1987 года в Харькове, мама — Лариса Фалько (сурдопереводчик), отец — Вячеслав Андоленко (имел техническое образование; умер, не дожив до 45 лет от осложнений сахарного диабета), дедушка и бабушка, переболев в детстве, были глухонемыми. Дед работал на танковом заводе.
С самого раннего детства участвовала в спектаклях для людей, лишённых слуха. Спектакли ставились в Доме культуры для глухонемых людей. С 12 лет занималась в театральной студии, окончила музыкальную школу по классу фортепиано.
В 2009 году окончила Школу-студию МХАТ, курс К. А. Райкина.
Первая театральная роль была сыграна в учебном театре Школы-студии МХАТ в дипломном спектакле «Валенсианские безумцы». В 2008 году она сыграла вторую свою дипломную роль на сцене театра «Сатирикон» — роль Кругловой в спектакле «Не всё коту масленица». После окончания учёбы Константин Аркадьевич Райкин предложил ей постоянное место в труппе этого театра, где она проработала до 2011 года (уход связан с большой занятостью в кино).
В 2008 году, будучи студенткой четвёртого курса, она получила первую главную роль в криминальной драме Егора Кончаловского «Розы для Эльзы».
С тех пор активно снимается в кино и телесериалах.
С 2013 года является актрисой Московского губернского театра под руководством Сергея Безрукова, играет в спектакле по нескольким пьесам А. Н. Островского «Нашла коса на камень» и в спектакле «Сирано де Бержерак», премьера которого состоялась 28 марта 2015 года.
С 1 ноября 2024 года — соведущая программы «Жди меня» на телеканале «НТВ».

## Театральные работы
Театр «Сатирикон»
- 2008 — «Не всё коту масленица» А. Н. Островский (реж. К. А. Райкин) — Дарья Федосеевна Круглова, вдова купца

Московский губернский театр
- 2013 — «Нашла коса на камень» А. Н. Островский (реж. С. В. Безруков) — Лидия Чебоксарова
- 2015 — «Сирано де Бержерак» Эдмон Ростан (реж. С. В. Безруков) — Роксана
- 2017 — «Вишнёвый сад» (реж. С. В. Безруков) — Любовь Андреевна Раневская
- 2020 — «Дядя Ваня» (реж. С. В. Безруков) — Елена Андреевна

## Фильмография
1. 2008 — Розы для Эльзы — Таня Лепёшкина (Эльза) (дебют)
2. 2009 — Рябиновый вальс — Полина Иванова
3. 2009 — Судьбы загадочное завтра — Настя
4. 2010 — Богатая Маша — Маша Краснова
5. 2010 — Сильная слабая женщина — Лена, сестра Маши
6. 2010 — Охотники за караванами — прапорщик-связист Анна
7. 2010 — Иллюзия охоты — Ольга Подольская
8. 2010 — Назад в СССР — Наташа Смирнова
9. 2011 — Поцелуй сквозь стену — Алиса Игоревна Павловская, дерзкая начинающая журналистка из «Ночных ведомостей», возлюбленная Кеши
10. 2011 — Только ты — Алёна
11. 2011 — Дело было на Кубани — Татьяна Черкесова, родная сестра Кристины
12. 2011 — Жажда — Анна
13. 2011 — Арифметика подлости — Марина Казанцева, студентка
14. 2011 — Рейдер — Маша
15. 2011 — Загадка для Веры — Вера Иванова
16. 2011 — Неваляшка-2 — Катя
17. 2012 — Миллионер — Лена
18. 2012 — СОБР — Ярослава
19. 2012 — Искупление — Гануся
20. 2012 — Мой любимый гений — Надя
21. 2012 — Васильки для Василисы — Василиса Дёмина
22. 2012 — Синдром дракона — Лидия Савченко в молодости, работница ткацкой фабрики
23. 2012 — Новогодняя жена — Даша
24. 2012 — Отдам котят в хорошие руки — Катя
25. 2012 — Тёмное царство — Негина
26. 2013 — Вангелия — Ольга Незнамова (Васильцова), жена Алексея Незнамова (в молодости)
27. 2013 — Марш-бросок 2: Особые обстоятельства — Елена Буйда
28. 2013 — Страсти по Чапаю — Татьяна Мальцева
29. 2013 — Поговори со мною о любви — Таня Петрунина
30. 2013 — Дождаться любви — Аля
31. 2013 — Пепел — Аннушка, буфетчица
32. 2014 — Переводчик — Дуня, жена Андрея Петровича Старикова
33. 2014 — Папа для Софии — Варвара Куликова
34. 2014 — Сучья война — Люба Барцева
35. 2014 — Модель счастливой жизни — Ирина
36. 2015 — Таинственная страсть — Татьяна Берёзкина
37. 2015 — Непридуманная жизнь — Катя Трапезникова
38. 2015 — Королева красоты — Катерина Панова
39. 2016 — После тебя — Марина Кузнецова («Выхухоль»), спутница Алексея Темникова
40. 2016 — Китайский Новый год — Светлана
41. 2017 — Доктор Анна — Анна Савельева
42. 2018 — Команда Б — Светлана Маркина, научный сотрудник
43. 2018 — Жёлтый глаз тигра — Мария Королёва, первая любовь Сергея Звягинцева, сотрудница калининградского завода «Янтарь», жена Михаила Бойко
44. 2018 — Русские горки — Татьяна Гражданкина
45. 2018 — Золотая Орда — Настасья
46. 2018 — Чужая кровь — Зинаида Георгиевна Горбатова, русская красавица, возлюбленная Олеко, жена Бориса Горбатова (со второй серии)
47. 2019 — Тень за спиной — Светлана Алексеевна Мирошникова, следователь прокуратуры
48. 2019 — Отчим — Анастасия Спиридонова
49. 2020 — Спасская — Анна Николаевна Спасская, следователь, майор юстиции (главная роль)
50. 2021 — Русская жена — Алина
51. 2021 — Стенограмма судьбы — Анна Савельева
52. 2022 — Папы — Наташа
53. 2022 — Киллер — Ольга
54. 2023 — Вторая семья — Ольга Николаевна
55. 2024 — 10 дней до весны — Наталья
56. 2024 — Противостояние — Анна Кузьминична Петрова
57. 2024 — Братья — Катя, агент Киркорова

## Признание и награды
- 2010 — Приз за лучшую главную женскую роль на VIII Международном фестивале актёров кино «Созвездие» (фильм «Рябиновый вальс» режиссёров Алёны Семёновой и Александра Смирнова).
- 2012 — Приз за лучшую главную женскую роль на IV Московском открытом фестивале молодёжного кино «Отражение» (фильм «Арифметика подлости» режиссёра Алексея Лисовца)[6].
- 2014 — Приз за лучшую женскую роль на Национальном кинофестивале дебютов «Движение» в Омске (фильм «Переводчик» режиссёра Андрея Прошкина)[7].